# Pirk
En pirk er et redskab, der benyttes til lystfiskeri ved kyst og på havet.
Pirken ligner meget et blink, med samme opbygning med en krop lavet af metal, der for enden har monteret en krog – typisk en trekrog. I forhold til blinket er pirken mere kompakt og tung.